# Francovich-arrest
Het arrest Francovich / Italië is een mijlpaalarrest van het Europees Hof van Justitie van 19 november 1991 (gevoegde zaken C-6/90 en C-9/90), inzake:
- insolventie van twee werkgevers,
- het niet tijdig implementeren van een richtlijn in nationale wetgeving,
- de aansprakelijkheid van een lidstaat voor de schade die particulieren daardoor lijden (de zogenaamde Francovichaansprakelijkheid),
- de schadevergoeding die hieruit voortvloeit.

## Richtlijn 80/987
Richtlijn 80/987 betreft de bescherming van werknemers, wat betreft achterstallig loon,
bij insolventie van een werkgever, bijvoorbeeld door faillissement.

richtlijn 80/987/EEG van de Raad van 20 oktober 1980 betreffende de onderlinge aanpassing van de wetgevingen der Lid-Staten inzake de bescherming van de werknemers bij insolventie van de werkgever

## Casus en procesverloop
De Italiaanse staat was nalatig om deze richtlijn tijdig te implementeren. Zij wordt in twee rechtszaken aangesproken door een aantal benadeelde werknemers.

5. A. Francovich, verzoeker in het hoofdgeding in zaak C-6/90, was werkzaam geweest voor de onderneming CDN Elettronica SnC te Vicenza, doch had slechts nu en dan voorschotten op zijn loon ontvangen. Derhalve stelde hij beroep in bij de Pretura di Vicenza, die de gedaagde onderneming veroordeelde tot betaling van een bedrag van ongeveer 6 miljoen LIT. In het kader van de tenuitvoerlegging van het vonnis moest de deurwaarder van het Tribunale di Vicenza een proces-verbaal opstellen, houdende vaststelling dat beslaglegging niet mogelijk was. (...)

6. D. Bonifaci en 33 andere werkneemsters, verzoeksters in het hoofdgeding in zaak C-9/90, wendden zich tot de Pretura di Bassano del Grappa, stellende dat zij in dienst waren geweest bij de op 5 april 1985 failliet verklaarde onderneming Gaia Confezioni Srl. Bij de beëindiging van hun arbeidsverhouding hadden zij een schuldvordering van ruim 253 miljoen LIT, die in het passief van de failliete onderneming was opgenomen. Meer dan vijf jaar na de faillietverklaring hadden zij nog niets ontvangen en de curator van het faillissement had hun laten weten, dat het volstrekt onwaarschijnlijk was dat zij ook maar een deel van hun schuldvordering betaald zouden krijgen. (...)

In beide zaken werd de Italiaanse staat aangesproken tot voldoening van de in richtlijn 80/987 bedoelde waarborgen en, subsidiair, tot schadevergoeding.
In beide zaken heeft de rechter het Hof verzocht om een prejudiciële beslissing. Deze verzoeken zijn gevoegd.

## Rechtsvraag
Is een lidstaat aansprakelijk als zij het nalaat om een richtlijn tijdig te implementeren? (Ja.)

## Uitspraak Hof
Het Hof introduceert het principe van staatsaansprakelijkheid,
gekoppeld aan een drietal voorwaarden wat betreft het niet tijdig implementeren van een richtlijn in nationaal recht.

37. Blijkens al het voorgaande is het een beginsel van gemeenschapsrecht, dat de Lid-Staten verplicht zijn tot vergoeding van de schade die particulieren lijden als gevolg van schendingen van het gemeenschapsrecht die hun kunnen worden toegerekend.

39. Wanneer (...) een Lid-Staat niet voldoet aan de krachtens artikel 189, derde alinea, op hem rustende verplichting alle maatregelen te nemen die nodig zijn om het door een richtlijn voorgeschreven resultaat te bereiken, moet er ter verzekering van de volle werking van deze gemeenschapsrechtelijke bepaling een recht op schadevergoeding bestaan wanneer aan drie voorwaarden is voldaan.

40. In de eerste plaats moet het door de richtlijn voorgeschreven resultaat de toekenning van rechten aan particulieren inhouden.

In de tweede plaats moet de inhoud van die rechten kunnen worden vastgesteld op basis van de bepalingen van de richtlijn.

En ten slotte moet er een causaal verband bestaan tussen de schending van de op de staat rustende verplichting en de door de benadeelde personen geleden schade.

41. Deze voorwaarden zijn voldoende om voor particulieren een recht op schadevergoeding in het leven te roepen, dat zijn grondslag rechtstreeks in het gemeenschapsrecht vindt.

Conclusie: Omdat de richtlijn niet tijdig is geïmplementeerd is de lidstaat aansprakelijk voor de schade van benadeelde werknemers.

[dictum] 1. De bepalingen van richtlijn 80/987/EEG (...) moeten aldus worden uitgelegd, dat wanneer uitvoeringsmaatregelen niet tijdig zijn getroffen, de belanghebbenden die rechten voor de nationale rechter niet tegenover de staat kunnen doen gelden.

2. Een Lid-Staat is gehouden, de schade te vergoeden die particulieren lijden ten gevolge van de niet-omzetting van richtlijn 80/987/EEG in nationaal recht.

## Betekenis en vervolg
Dit is een belangrijk arrest. Het Hof introduceert staatsaansprakelijkheid bij schendingen van gemeenschapsrecht.
Dit is uitgewerkt in drie voorwaarden voor staatsaansprakelijkheid bij het niet tijdig implementeren van een richtlijn in nationaal recht.
In het arrest Brasserie du Pêcheur (1996) geeft het Hof drie voorwaarden voor staatsaansprakelijkheid bij schendingen van gemeenschapsrecht in het algemeen.
Dit is inclusief het vereiste van een voldoende gekwalificeerde schending van gemeenschapsrecht.
Het arrest Dillenkofer (1996) geeft dit vereiste van een voldoende gekwalificeerde schending als aanvulling op de drie voorwaarden van Francovich. Tevens stelt het Hof, dat deze vierde voorwaarde in het Francovich-arrest reeds impliciet aanwezig was.
Het arrest Köbler (2003) behandelt staatsaansprakelijkheid bij een schending van gemeenschapsrecht door een uitspraak van een nationale rechter in laatste instantie.
Deze mogelijkheid kwam reeds aan de orde in Brasserie du Pêcheur.